# Angiom

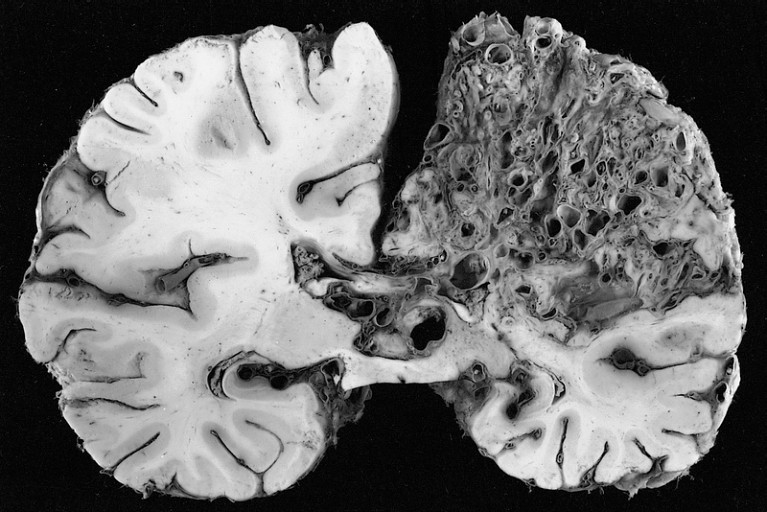
Große arteriovenöse Malformation im Bereich des Gehirns, das Gewebe ist überwiegend durch das pathologische Gefäßkonvolut ersetzt worden.

Ein Angiom (auch Blutschwamm oder Aneurysma spongiosum genannt) ist eine tumorartige Gefäßneubildung oder entwicklungsbedingte Gefäßfehlbildung.

## Formen

### Tumorartige Gefäßneubildung - Angiom / Fehlbildung - Blutschwamm
- Hämangiom
- Lymphangiom
- Glomustumor
- Granuloma pyogenicum, teleangiaticum
- Naevus araneus
- Naevus flammeus

### Gefäßfehlbildung
Bei diesen Gefäßfehlbildungen kommt es zu einem direkten Übergang von Blut aus einer Arterie in eine Vene. Dieser direkte Übergang kann aus mehr oder weniger vielen, nicht normalen Blutgefäßen bestehen.
- Angiektasie
- Varix
- Kavernom (Cavernöses Hämangiom)
- arteriovenöse Malformation (AVM)
- Seniles Angiom

Sie stellen insbesondere im Gehirn ein Blutungsrisiko dar.